# قرة قية (شاهين دج)
قرة قية هي قرية في مقاطعة شاهين دج، إيران. عدد سكان هذه القرية هو 465 في سنة 2006.